# Ленинский (Брагинский район)
Ленинский (бел. Ленінскі) — посёлок в Чемерисском сельсовете Брагинского района Гомельской области Беларуси.

## География
В 14 км на юго-восток от Брагина, 41 км от железнодорожной станции Хойники (на ветке Василевичи — Хойники от линии Калинковичи — Гомель), 133 км от Гомеля.

## Транспортная сеть
Транспортные связи по просёлочной, затем автомобильной дороге Комарин — Брагин.
Планировка состоит из прямолинейной улицы, близкой к широтной ориентации, застроенной односторонне деревянными домами усадебного типа.

## История
Основан в начале 1920-х годов переселенцами из соседних деревень на бывших помещичьих землях. С 8 декабря 1926 года по 30 декабря 1927 года центр Ленинского сельсовета Холмецкого, с 4 августа 1927 года Лоевского районов Речицкого, с 9 июня 1927 года Гомельского округов. В 1931 году организован колхоз «Путь к социализму», действовали 2 ветряные мельницы, кузница. В 1959 году составе колхоза «Рассвет» (центр — деревня Чемерисы).
До 16 декабря 2009 года в составе Храковичского сельсовета.

## Население
- 1930 год — 38 дворов, 211 жителей.
- 1959 год — 281 житель (согласно переписи).
- 2004 год — 23 хозяйства, 39 жителей.